# Criomicroscopía electrónica

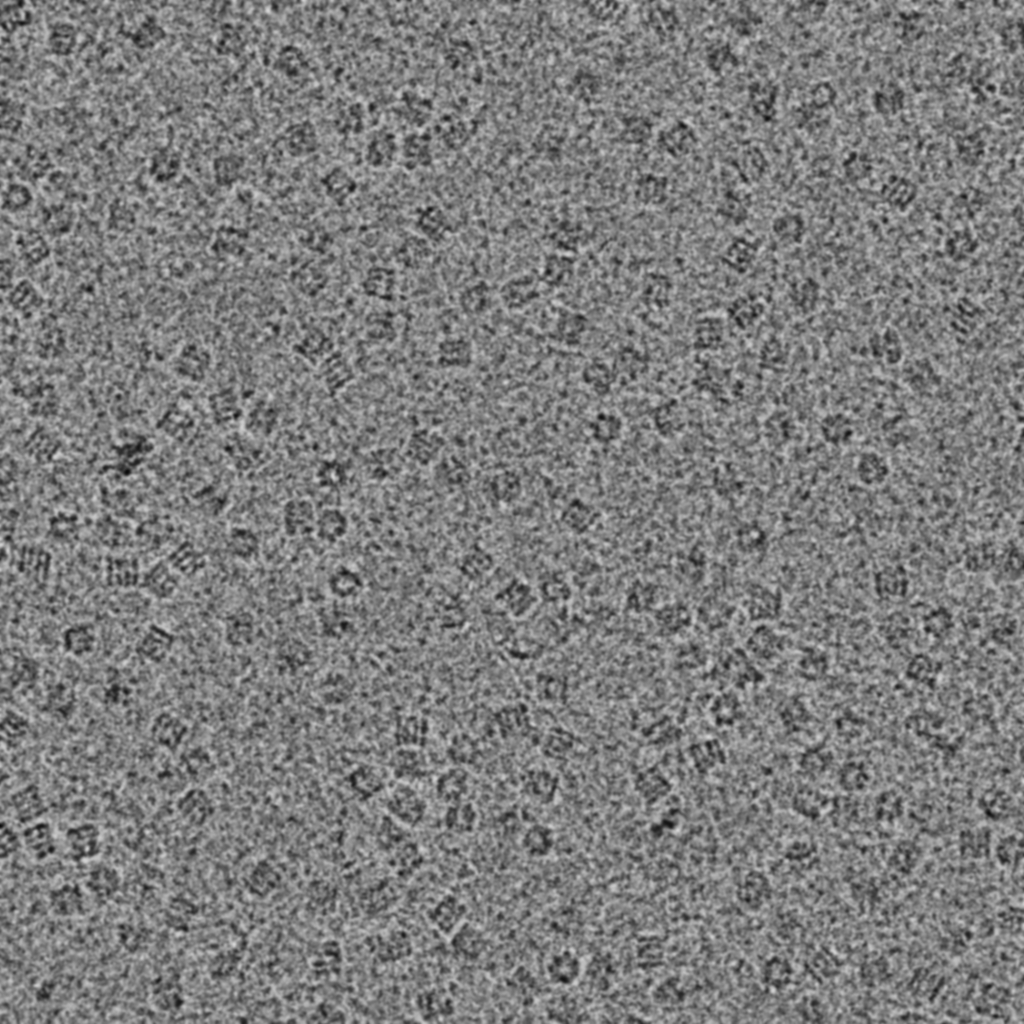
Imagen de GroEL suspendida en hielo vítreo obtenida por criomicroscopía electrónica.

La criomicroscopía electrónica es una forma de microscopía electrónica en la que la muestra se estudia a temperaturas criogénicas, evitando así la generación de artefactos. Se trata de una técnica muy utilizada en biología estructural, pues permite observar directamente (sin tinciones ni fijaciones) estados conformacionales nativos a resolución atómica. 
La tomografía crioelectrónica es una versión de la criomicroscopía electrónica en la que se crea una reconstrucción en tres dimensiones a partir de imágenes bidimensionales inclinadas a temperaturas criogénicas. La combinación de estas imágenes con las obtenidas por cristalografía de rayos X permite mejorar la resolución. 

## Metodología
1. Preparación de la muestra con hielo vítreo. Los criógenos pueden ser propano, etano o nitrógeno líquido. Para evitar la formación de cristales se utiliza un anticontaminador. En este aspecto se sigue un protocolo para evitar o disminuir la formación de cristales de hielo que obstaculicen la observación de la muestra bajo el microscopio.
2. Toma de imágenes
3. Digitalización de las imágenes
4. Procesamiento de las imágenes: se retroproyectan las imágenes 2D para conseguir una imagen 3D

## Técnicas en función del tamaño del espécimen

### Película fina
El material biológico se expande en la rejilla de un microscopio electrónico y se preserva en un estado hidratado-congelado mediante enfriamiento rápido, normalmente en etano líquido a una temperatura próxima a la del nitrógeno líquido. De este modo, la muestra puede introducirse en la columna de alto vacío del microscopio electrónico.

### Secciones vítreas

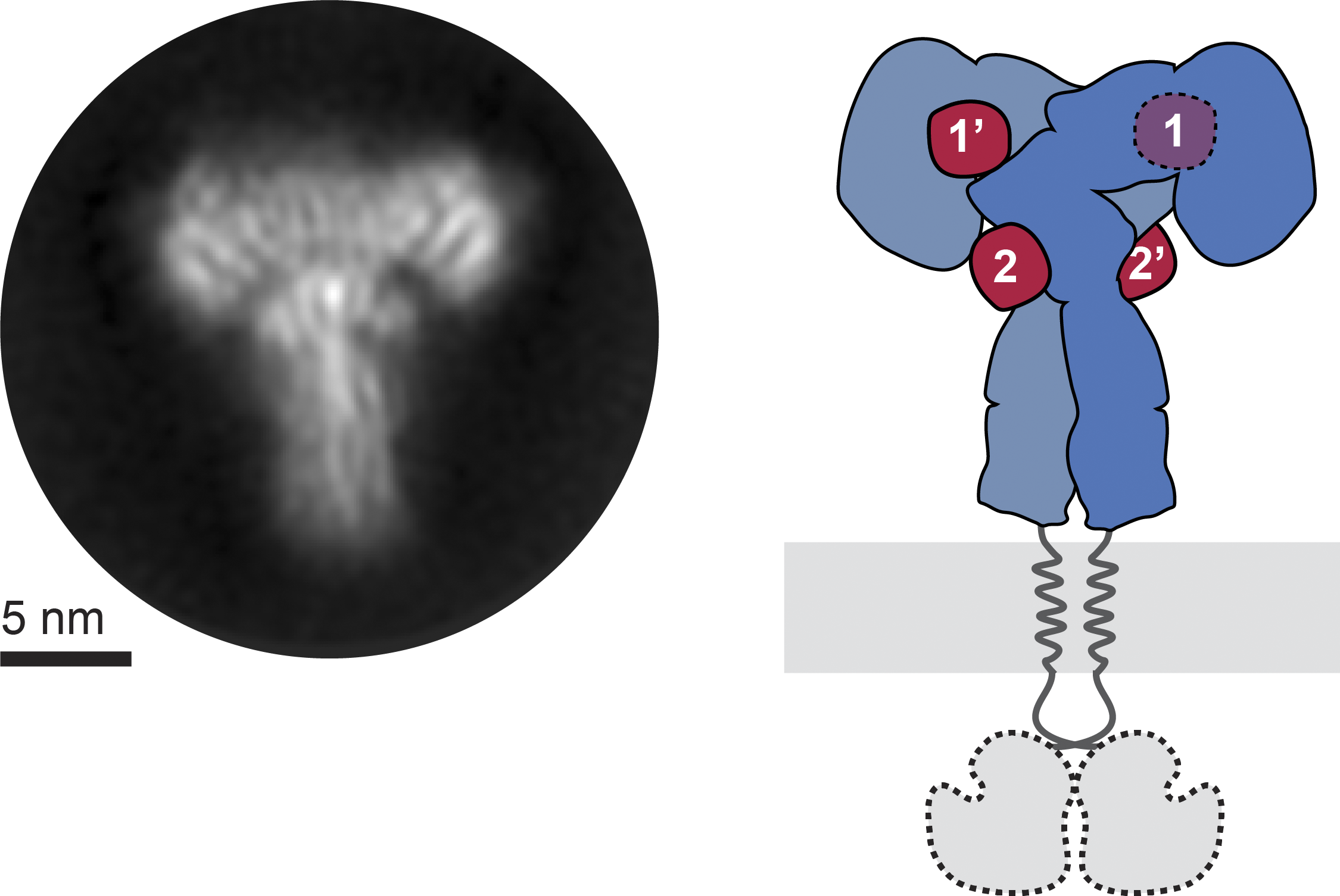
Receptor de insulina (INS-R). Izquierda Crio Electron Microscopy. Derecha: esquema de reconstrucción 3D, muestra los cuatro sitios de unión al ligando (en rojo).

El método de película fina está limitado a especímenes menores de 500 nm, puesto que los electrones no pueden atravesar muestras más gruesas sin que se produzcan múltiples eventos de dispersión. Los especímenes más gruesos (hasta deceneas de μm) se vitrifican mediante enfriamiento rápido en etano. De este modo, pueden cortarse en finas secciones (entre 40 y 200 nm de grosor) con un cuchillo de diamante a una temperatura inferior a los -135 °C (temperatura de devitrificación). Las secciones se colocan en la rejilla de un microscopio electrónico y son visualizadas del mismo modo que los especímenes vitrificados en película fina.

### Fresado
El interior de la célula es demasiado grueso para obtener imágenes directas con un microscopio electrónico de transmisión. Después de la vitrificación por congelación mediante inmersión, las células se adelgazan utilizando fresado con haz de iones crioenfocado (crio-FIB), donde se elimina el material por encima y por debajo de la región de interés (ROI) normalmente hasta 100 a 300 nm.